# Riquilda de Dinamarca
Riquilda de Dinamarca —Rikissa Valdemarsdotter (suec); (? -1220) fou reina consort de Suècia, cònjuge del Rei Eric X i mare del Rei Eric XI. Era filla de Valdemar I de Dinamarca i Sofia de Polotsk, per tant era germana de Canut VI i Valdemar II, ambdós successors al tron de Dinamarca.

## Família
Riquilda era filla de Valdemar I de Dinamarca i Sofia de Minsk. Va rebre el seu prenom, un nom femení d'origen lotaringi-burgundi, en recordança de la seva àvia materna, Riquilda de Polònia (reina de Suècia).
Riquilda fou mare de:
- Sophia Eriksdotter (morta el 1241), va casar Enric III de Rostock
- Martha Eriksdotter casada amb el Mariscal Nils Sixtensson (Sparre)
- Ingeborg Eriksdotter (morta el 1254), casat a Birger Jarl, regent de Suècia
- Marianna Eriksdotter, casada amb un duc de Pomerània
- Eric XI (1216-1250)

## Reina de Suècia
Cap al 1210 Eric X el nou rei de Suècia, qui hi havia deposat el seu predecessor Sverker II, intentà construir relacions cordials i pacífiques amb Dinamarca, que tradicionalment havia donat suport a la Casa de Sverker, contra la dinastia noruega que donava suport a Eric. Això feu què Riquilda, germana del Rei de Dinamarca Valdemar II, es casés amb Eric.
La Reina Riquilda només donà a llum filles al seu cònjuge el Rei Eric fins a la mort d'aquest el 1216. Enviudada la Reina Riquilda donà llum al seu fill pòstum, Eric futur rei de Suècia, després de la mort del seu cònjuge. La família del Rei Eric X, tanmateix, fou obligada a exiliar-se de Suècia quan Joan I, hereu de la Casa de Sverker en fou elegit rei, per a succeir al marit de Riquilda. Fou a Dinamarca on Riquilda va morir, sense veure l'accés del seu fill al tron (el 1222), ni els matrimonis de les seves filles .